# Oeksitsjan (vulkaan)
Oeksitsjan (Russisch: Уксичан) is een schildvulkaan in het centrale deel van het Russische schiereiland Kamtsjatka. Met een afmeting van 50 bij 40 kilometer aan de voet en een oppervlak van 1850 km² vormt het de grootste schildvulkaan van het Centraal Gebergte. De vulkaan heeft een caldera in het centrale deel, die een diameter heeft van 12 kilometer en een geschatte hoogte van 600 meter vanaf de bodem. Vanuit de caldera ontstaat de gelijknamige rivier de Oeksitsjan en op de bodem van de caldera bevinden zich meerdere dacietische lavakoepels, waarvan de hoogste 900 meter is en met 1692 meter tevens het hoogste punt van de vulkaan vormt. Aan west- en noordwestzijde bevinden zich lavastromen en aan oost- en zuidoostzijde grote afzettingen van pyroclastisch gesteente. Op de flanken van de vulkaan bevinden zich meerdere sintelkegels uit het late Kwartair en schildvulkanen.
De laatste uitbarsting is onbekend, maar vond mogelijk plaats in het Holoceen.